# Blues Alive
Blues Alive è un album dal vivo del chitarrista e cantante britannico Gary Moore, pubblicato nel 1993.

## Tracce
1. Cold Day in Hell (Moore) – 5:35
2. Walking By Myself (Kirke, Lane, Rogers) – 5:00
3. Story of the Blues (Moore) – 7:32
4. Oh, Pretty Woman (Williams) – 4:25
5. Separate Ways (Moore) – 5:48
6. Too Tired (Davis, Watson) – 4:34
7. Still Got the Blues (Moore) – 6:44
8. Since I Met You Baby (Moore) – 3:02
9. The Sky Is Crying (James, Lewis, Robinson) – 8:50
10. Further on Up the Road (Medwick, Robey) – 5:34
11. King of the Blues (Moore) – 6:13
12. Parisienne Walkways (Lynott, Moore) – 7:03
13. Jumping at Shadows (Bennett) – 5:51

## Formazione
- Gary Moore - chitarra, voce
- Tommy Eyre - tastiere
- Andy Pyle - basso
- Graham Walker - batteria
- Martin Drover - tromba
- Frank Mead - sassofono, armonica
- Nick Pentalow - sassofono
- Nick Payn - sassofono
- Candy Mackenzie - cori
- Carol Thompson - cori